# Pusztacsász
Pusztacsász Heves településrésze Jászberény felé haladva a 31-es főúttól délre Jásziványra vezető földút mentén. Ma már a város központi belterületéhez tartozik.

## Közlekedése
Van egy Volán-buszmegállója, ahonnét Budapest, Szolnok, jelentősebb Duna–Tisza-közi városok elérhetők átszállás nélkül. A város egyik helyijárati autóbuszvonala, a Pusztacsászi járat külső végállomása van itt.

## Története
Pusztacsász a régmúltban önálló faluként létezett. Mintegy 800 évvel ezelőtt a hevesi ispán törvényszolgája, „csausz”-a élt itt, sőt talán a fegyveres várnép egy része is. (A csausz – csősz - szó hírvivőt, kikiáltót, tizedest, törvényszolgát jelent, honfoglalás előtti török eredetű szó.) Sejthető, hogy a csausz- csősz szavakból – mint foglalkozásnév – alakult ki Csász neve, de a Csász régi személyneveink között is feltűnik. A falu a török korban elnéptelenedett, majd az 1720-as évektől a Csala és a Lubik családok telepítették újra, akik kastélyokat is építettek Császon saját birtokaikra. A 19. század elején már itt, Hevesen és Császon találjuk mindazokat a nemesi famíliákat, akiknek meghatározó szerepük volt helyi történelmünk alakulásában: a Básty, Újfalussy, Remenyik,
Radics, Dobóczky, Frajzajzen, Németh, Bernáth, Petheő családokat. Császon a Németheknek és a Petheőknek volt nagyobb birtoka, kastélyokkal. Mindkét nemesi család részese volt 1848-49 eseményeinek, fiaik katonaként harcoltak, kastélyukban sebesülteket ápoltak, az elhunyt katonákat pedig itt temették el. Pusztacsász ezért lett a forradalom és szabadságharc emlékhelyévé. A Németh családnak Császon két kúriája volt. Az egyik a Lubik-Buday-Szirmay házassági kapcsolatok révén került hozzájuk, másikat ők maguk építtették. Ennek helye kb. a mai kápolna közelében volt.(A kápolna akkor még nem állt, csak 1875-ben épült). Németh Albertet, a jogot végzett ifjú jegyzőt 1848 nyarán, 28 éves korában országgyűlési követté választották, majd önkéntesként a hadseregbe állt. Dembiński, Guyon Richárd és Perczel Mór hadosztályában szolgált. Édesapja, aki ekkor 62 éves nyugalmazott katona volt, szintén önkéntesnek állt Mészáros hadügyminiszter karsegédeként. Albert nemzetőr őrnagy rangot szerzett. A szabadságharc bukása után Pusztacsászon gazdálkodott. Itt hunyt el 1887-ben. Síremléke – mely a kastély mellett, a családi kripta mellett állt – ma a temetőben van elhelyezve. A másik Császhoz kötődő ’48-as személyiség gyöngyösi Petheő János (a gyöngyösi nemesi előnév). Az egri gimnázium elvégzése után katonának állt, majd részt vett a Jellasics elleni harcokban. A nagyszombati ütközetben fogságba esett és Josefstadtban raboskodott. Szabadulása után pusztacsászi és tenki birtokán gazdálkodott. Később Borsod megye főszámvevője lett. 72 éves korában, 1888-ban hunyt el. Síremléke – egyszerű vörös mészkőtábla – a helyi temetőben van. Ez az egyetlen ’48-as síremlék településünkön, mely eredeti helyén maradt fenn. A gyöngyösi Petheő család sírcsoportja mellett áll a nemzetőreink tiszteletére 2005-ben emelt emlékmű. A tekintélyes obeliszk 276 nevet őriz. A hevesi nemzetőrök legnagyobb arányban a Délvidéken a szerbek ellen, ill. a tiszai hadtest kötelékében az oroszok ellen harcoltak. Közülük nyolcan tiszti fokozatot szereztek: Németh Albert őrnagy, gyöngyösi Petheő János, bernáthfalvi Bernáth Albert, runyai Soldos Sándor, Tilling Antal, Völgyi Lajos századosok, Bereczky Pál és Ürményi Lajos főhadnagyok. Nemcsak a temetőn belül létesült megemlékező hely, hanem azon kívül, a kopjafánál is. A császi lakosok körében élő hagyomány szerint a kápolnai csata (1849. február 26-27.) után a sebesült katonák egy részét a császi kastélyokban berendezett ispotályba szállították. Több katona életét nem tudták megmenteni. Őket egy csoportban temették el, melyet később honvédtemetőként emlegettek. Sírjak fölött egy fakereszt állt. A császi iskolások rendszeresen látogatták, és rendben tartották a sírokat tanítójuk vezetésével. 1996-ban a „Honvédtemető” területét megvette a MOL, helyén benzinkutat létesítettek. Az ott talált emberi csontmaradványokat a temető bejárata mellett temették újra. A sírt kopjafával jelölték meg. 1997 óta minden évben Pusztacsászon emlékezünk 1848-49-re, és nemzetőr elődeinkre.
„Csak törpe nép feledhet ős nagyságot,
csak elfajult kor hős elődöket.
A lelkes eljár ősei sírjához,
s gyújt fényénél új szövétneket.
S ha a jelennek halványul sugára:
A régi fény ragyogjon fel honára !”
(Garay János)

## Látnivalók
- Kápolna[1]